# Susan Wynne
Susan Elizabeth „Susie“ Wynne (* 6. März 1965 in Syracuse, New York) ist eine ehemalige US-amerikanische Eiskunstläuferin.
Wynne trat im Eistanz anfangs mit Joseph Druar an. 1986 traten sie erstmals bei den US-amerikanischen Meisterschaften an und erreichten den vierten Platz. In den folgenden Jahren konnten sie sich um jeweils eine Position verbessern, bis sie 1989 und 1990 nationale Meister im Eistanz wurden. Des Weiteren traten Wynne und Druar ab 1987 bei vier Eiskunstlauf-Weltmeisterschaften an. Ihr bestes Ergebnis war dabei der vierte Platz 1990. Bei den Olympischen Winterspielen 1988 im kanadischen Calgary verpassten sie knapp die Top Ten und wurden Elfte.
Nach dem Karriereende von Druar betrieb Wynne Eistanz mit Russ Witherby. Bei den nationalen Meisterschaften 1993 und 1994 gewannen sie jeweils die Silbermedaille. Bei den Weltmeisterschaften 1993 belegten sie den 15. Platz.
Wynne arbeitete nach ihrer aktiven Karriere als Trainerin und TV-Expertin für Eiskunstlauf.

## Ergebnisse

### Eistanz
(mit Joseph Druar)
| Wettbewerb / Jahr                | 1986 | 1987 | 1988 | 1989 | 1990 |
| -------------------------------- | ---- | ---- | ---- | ---- | ---- |
| Olympische Winterspiele          |      |      | 11.  |      |      |
| Weltmeisterschaften              |      | 12.  | 9.   | 5.   | 4.   |
| US-amerikanische Meisterschaften | 4.   | 3.   | 2.   | 1.   | 1.   |

(mit Russ Witherby)
| Wettbewerb / Jahr                | 1993 | 1994 |
| -------------------------------- | ---- | ---- |
| Weltmeisterschaften              |      | 15.  |
| US-amerikanische Meisterschaften | 2.   | 2.   |